# Japán zászlaja
Japán nemzeti zászlaja egy fehér téglalap, közepén egy bíborvörös körrel. Japánban az általánosan elterjedt neve Hinomaru (日の丸, ’napkorong’), azonban hivatalos a Nissóki (日章旗) elnevezést viseli. Japánra gyakran hivatkoznak a „felkelő Nap országa”-ként, a zászló ezt a jelentést is magába foglalja.
Az 1999. augusztus 13-án hatályba lépett Law Regarding the National Flag and National Anthem-ben a Nissókit jelölték ki Japán nemzeti zászlajaként. Habár korábban egyetlen jogszabály sem rögzített ilyet, a napkorong szimbólummal ellátott zászló már régóta Japán de facto nemzeti zászlajának számított. A Daidzsó-kan, a korai Meidzsi-kor kormányzati testülete 1870-ben két kiadványt jelentetett meg, amik a nemzeti zászló kialakításának kérdésével foglalkoztak. Az 1870. február 27-én kiadott 57-es számú kiadványban egy napkorong szimbólumot ábrázoló zászlót jelöltek ki a kereskedő hajók számára, majd az 1870. október 27-én közzétett kiadványban a tengerészet számára is. A második világháború után, a szövetségesek általi megszállás alatt a Hinomaru használatát erősen korlátozták, azonban később ezt enyhítették, majd végül meg is szüntették.
A Nap fontos szerepet játszik a japán mitológiában és vallásban is. A hagyomány szerint a császár Amateraszu napistennőnek, a sintó panteon egyik fontos alakjának leszármazottja, valamint a család tőle kapta uralkodói jogait. Az ország neve, és a zászló mintája is jól kifejezi a Nap központi szerepét. Egy japán krónika, a Soku Nihongi szerint Mommu császár 701-ben egy olyan zászlót használt, ami a Napot ábrázolta. Ez az első feljegyzett használata a napszimbólumot ábrázoló zászlóknak Japánban. A Kószúban található Unpo-dzsi templomban őrzik a legrégebbi fennmaradt zászlót, amit a legenda szerint a 11. században Reizei császár adományozott a templomnak.
A Meidzsi-restauráció alatt a napkorong és a Japán Birodalmi Haditengerészet felkelő Napot ábrázoló zászlaja fontos jelképekké váltak a feltörő Japán Birodalomban. Propaganda poszterek, tankönyvek és filmek ábrázolták a zászlót a büszkeség és hazafiasság forrásaként. A japán családoknak kötelező volt otthonaikban kitenni a zászlót nemzeti és egyéb ünnepek alatt. A második kínai-japán háború és az utána lévő egyéb katonai konfliktusok ideje alatt nagy népszerűségnek örvendtek a különböző Hinomaru motívummal ellátott tárgyak, amikkel Japán és a császár iránti odaadásukat fejezték ki az emberek. Ezek szlogenekkel ellátott zászlóktól, ruhadarabokon át különböző ételekig bármik lehettek.
A zászló nyilvános megítélése változó. Történelmileg mind a nyugati, mind a japán források azt mutatják, hogy a napszimbólummal ellátott zászló egy erős és tartós szimbólum volt a japánok számára. A második világháború óta a Hinomaru és a Kimigajo (君が代, Japán nemzeti himnusza) használatát folyamatos viták övezik a japán állami iskolákban. Ezek a viták több tüntetéshez és perhez is vezettek. Az ultranacionalizmussal való asszociációja miatt a zászlót ma már nem használják gyakran. A Hinomaru az okinavaiakat a második világháború, és az utána lévő amerikai megszállás időszakára emlékezteti. Néhány korábban Japán által megszállt nemzet számára az agresszió és az imperializmus jelképe.
Japán számos más zászlaja, például a különböző katonai zászlók is a Hinomarun alapszanak.

## Története

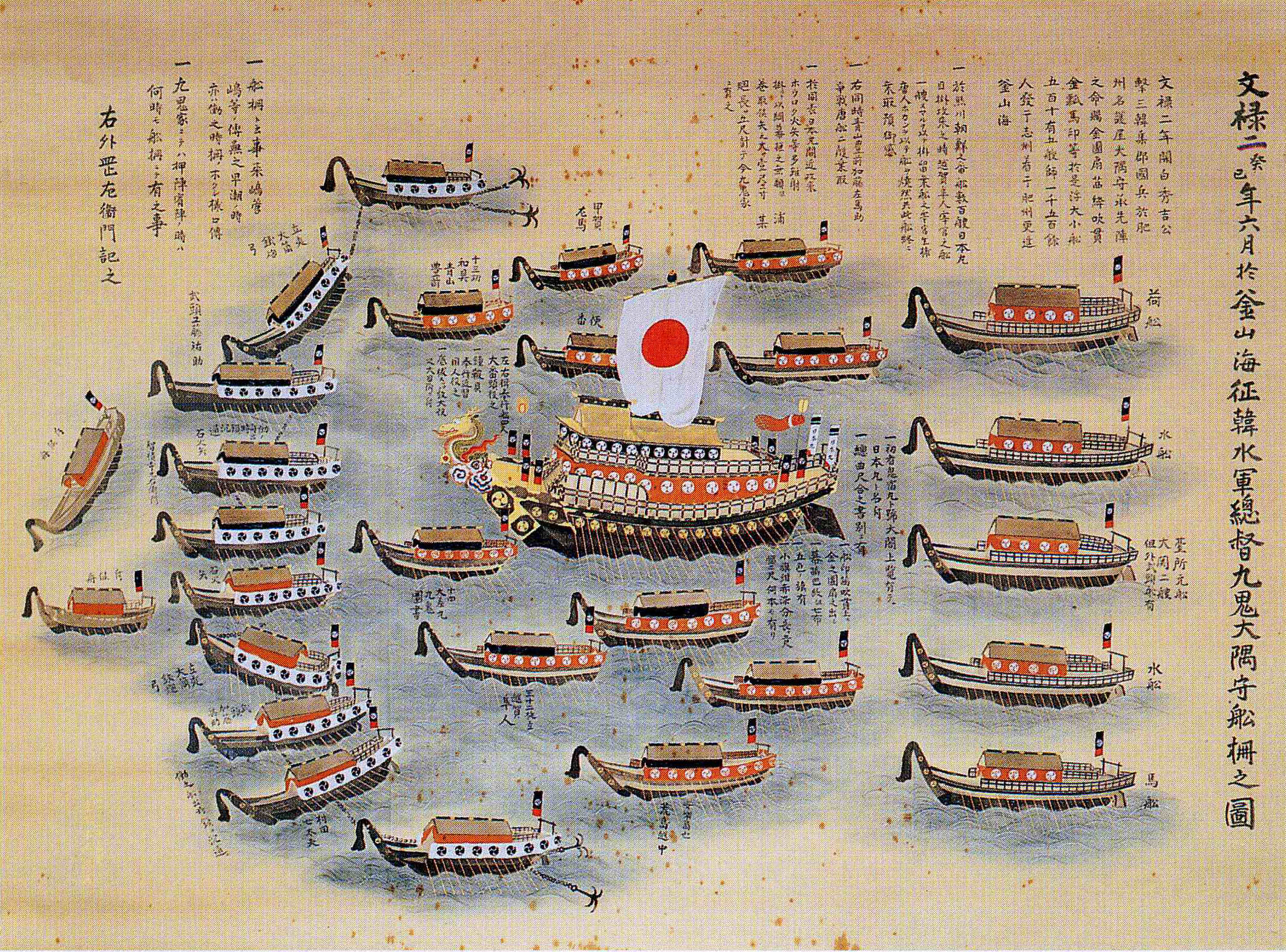
Kuki Jositaka flottája 1594-ben.

### 1999 előtt
A Hinomaru pontos eredete ismeretlen, de a „felkelő Nap” látszólag már a 7. század elején is szimbolikus jelentéssel rendelkezett (a Japán-szigetcsoport az Ázsiai kontinens legkeletebbi pontján található, így tehát a Nap „itt kel fel”). 607-ben egy a Szuj Jang-ti kínai császárnak küldött hivatalos levél így kezdődik: „a felkelő Nap országának égi fiától....” a lenyugvó nap országának égi fiához..." emellett Japánra gyakran utalnak "a felkelő Nap országaként”. Egy 12. századi műben, a Heike monogatariban azt írják, hogy a szamurájok legyezőjét Nap ábrákkal díszítették. Az egyik ismert, zászlóról szóló legenda egy Nicsiren nevű buddhista paphoz kötődik. Állítólag a 13. században egy mongol invázió alatt Nicsiren egy a Napot ábrázoló lobogót adott a sógunnak, hogy azzal vonuljon csatába. Ezek mellett a Nap, mint jelkép szorosan kapcsolódik a császári családhoz is, hiszen a legendák szerint uralkodói Amateraszu napistennőtől származnak.

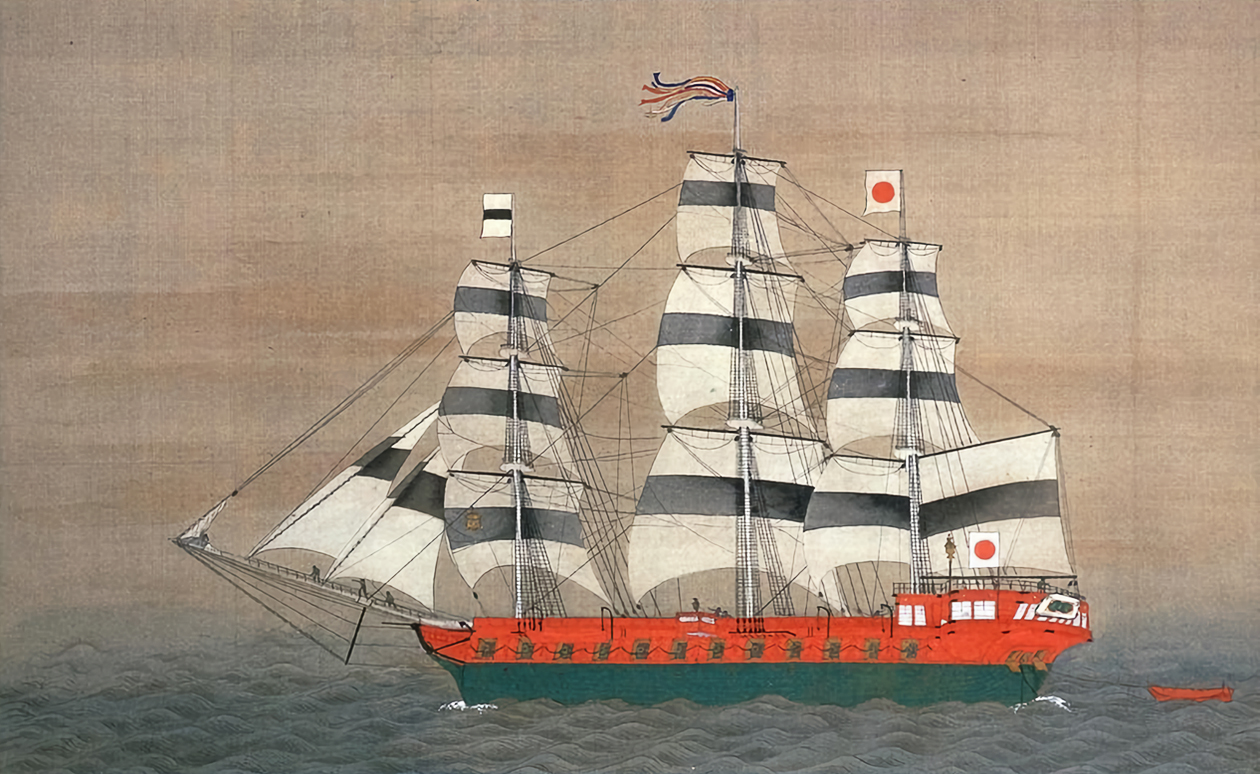
Asahi Maru, a Tokugava sógunátus hadihajója 1856-ban.

Japán egyik legrégebbi zászlója a Jamanasi prefektúrában lévő Unpo-dzsi templomban található. A legenda szerint Go-Reizei császár adta Minamoto no Josimicunak. Az elmúlt 1000 évben a Takeda klán családi ereklyeként kezelte.
A legrégebben feljegyzett zászlók Japánban a 16. század végéről származnak. A zászlók a daimjókhoz tartoztak, és elsősorban csatákban használták őket. Nagyrészűk hosszú lobogó volt, rajtuk a daimjó család címerével. A különböző családtagok, mint például apa, fiú, testvér mind eltérő zászlókkal vonultak harcba. Ezek azonosító célt szolgáltak, a harcosok a hátukon és a lovukon is feltűntették jelképüket. A hadvezéreknek is megvolt a maguk zászlaja, amiknek többsége négyzet alakjuknak köszönhetően eltért a közkatonáékétól.
Míg a nemzeti jelképek gondolata idegen volt a japánok számára, a Meidzsi kormánynak kommunikálnia kellett a külvilággal. Ez különösen fontossá az amerikai Matthew C. Perry parancsnok jokohamai partraszállása után vált. A kormány későbbi intézkedései további nemzeti jelképeket adtak az országnak, mint például a Kimigajoként (君が代) ismert nemzeti himnuszt, és a címert.

### Korai konfliktusok és a Csendes-óceáni háború

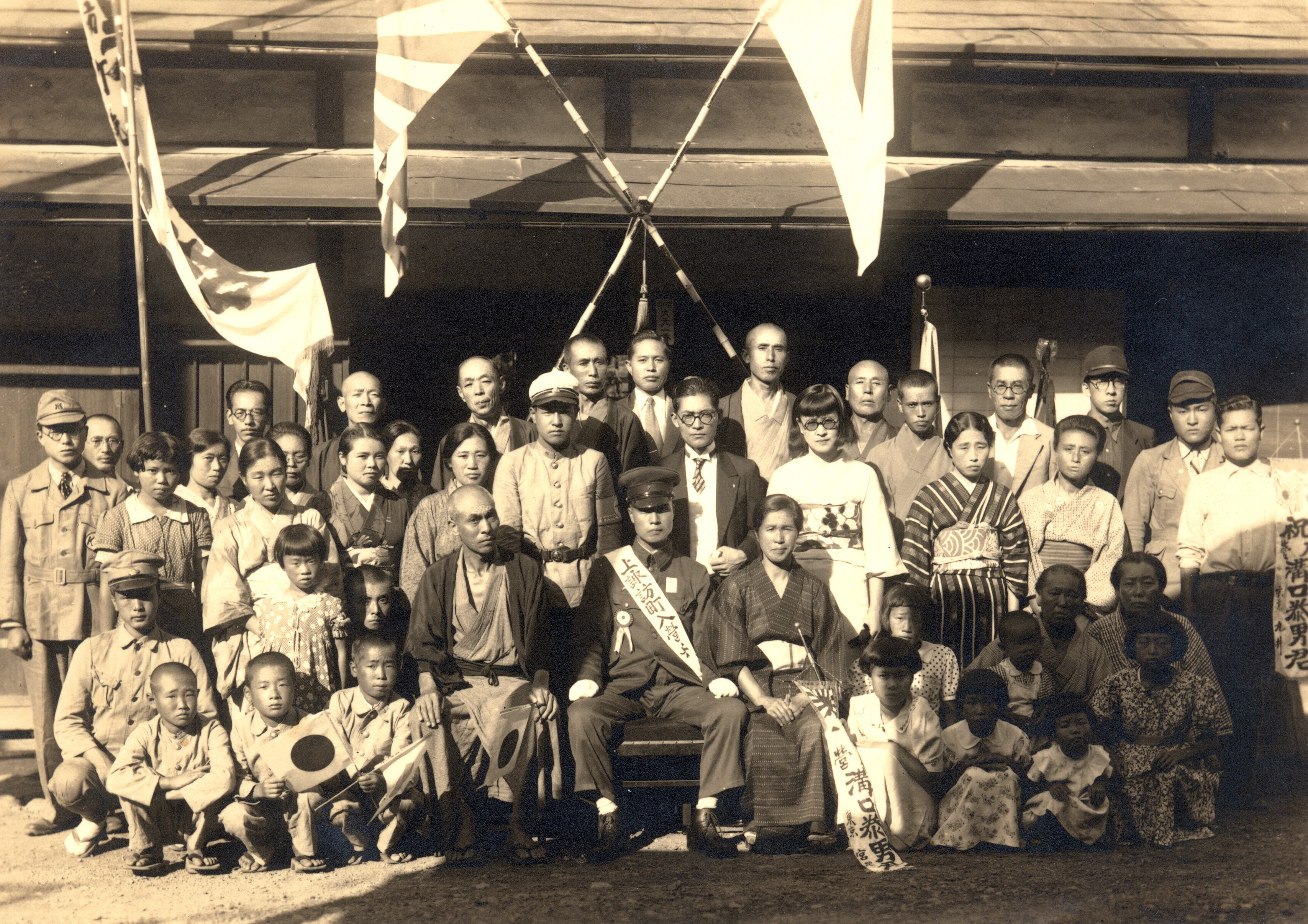
1939-es fotó egy besorolásról. A házon és néhány a képen szereplő ember kezében is látható a Hinomaru.

Ahogy Japán igyekezett kiépíteni a birodalmát, egyre többször használták a nemzeti zászlót. A Hinomaru jelen volt az első kínai-japán háborút és az orosz-japán háborút követő ünnepléseken, emellett az országon belüli összecsapások közben is használták. Egy 1934-es japán propaganda film a külföldi nemzetek zászlóit befejezetlennek vagy hiányosan kivitelezettnek, míg a japán zászlót minden tekintetben tökéletesnek ábrázolta. 1937-ben hirosimai lányok egy csoportja úgy fejezte ki szolidaritását a második kínai-japán háborúban harcoló japán katonákkal, hogy úgynevezett flag meal-eket ettek, ami japán szárított szilvából állt egy tányér rizs közepén. A Hinomaru bentó a japán katonai mozgósítás és szolidaritás fő jelképe lett, és az is maradt egészen az 1940-es évekig.

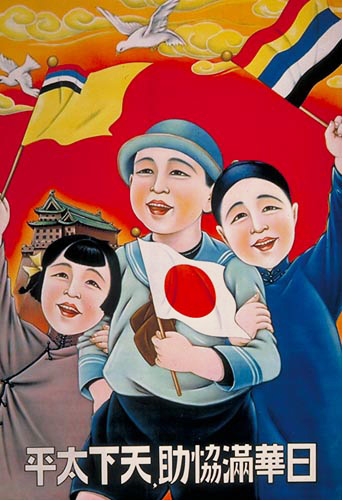
Propaganda poszter, amely a japán, kínai és mandzsu emberek közötti harmóniát reklámozza. A szövegen kínai írással (jobbról balra olvasandó) ez szerepel: "Japán, Kína és Mandzsukudo együttműködésével a világ békére találhat."

Ebben az időszakban a Hinomaru tankönyvekben is megtalálható volt, különböző a császár és az ország iránti odaadást kifejező szlogenekkel kísérve. A japán gyermekeknek a hazafiasságot egy fontos erényként tanították. A hazafiasság kifejezése, mint például a zászló alkalmazása vagy a császár imádata része volt egy jó japán állampolgár életének.
A második világháború alatt a zászló a japán imperializmus eszköze volt a megszállt délkelet-ázsiai területeken: az lakosoknak kötelező volt használniuk, a gyerekek pedig a Kimigajot énekelték a reggeli zászló felvonás közben. Bizonyos területeken, mint például a Fülöp-szigeteken, Indonéziában és Mandzsukuoban engedélyezettek voltak a helyi zászlók. Koreában, ami a Japán Birodalom részének számított, a Hinomaru és a többi jelkép használata a koreaiak alávetettségét fejezte ki.
A japánok számára a Hinomaru "a felkelő Nap zászlaja” volt, „amely bevilágítja az egész világ sötétségét”. A nyugatiak számára az egyik legerősebb japán katonai jelkép.

### Amerikai megszállás

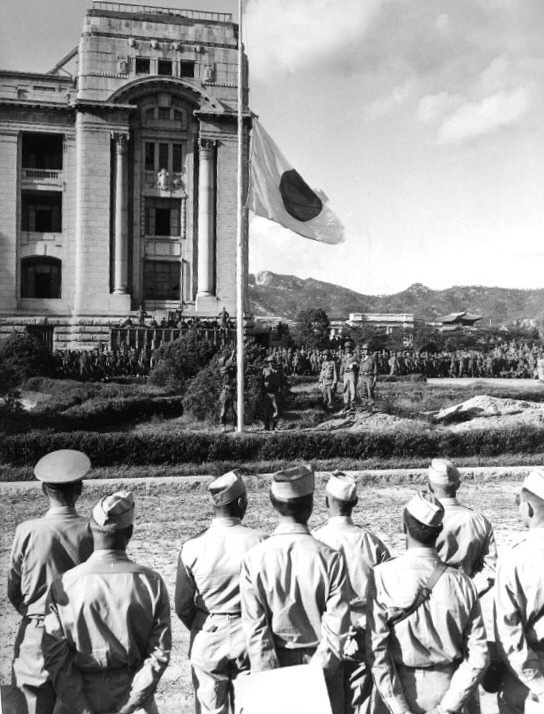
A Hinomaru leeresztése Szöulban, 1945. szeptember 9-én, a megadás napján.

A második világháború és a megszállás időszakában a Hinomaru volt Japán de facto zászlaja. A háború után, a megszállás alatt a szövetséges hatalmak legfőbb parancsnokának (SCAP) az engedélyére volt szükség a Hinomaru nyilvános használatához. A források eltérnek abban, hogy a zászló használata mekkora mértékben volt korlátozva; egyesek a tiltott kifejezést használják, azonban annak ellenére, hogy az eredeti korlátozások szigorúak voltak, nem jelentettek teljes tilalmat.
1947. május 2-án a japán alkotmány jóváhagyásával Douglas MacArthur tábornok feloldotta a Hinomaru használatának korlátozását a japán országgyűlés épületéről, a császári palotáról, a miniszterelnök rezidenciájáról és a legfelsőbb bíróság épületéről. 1948-ban tovább lazítottak a megszorításon: nemzeti ünnepeken megengedték a zászló felvonását. 1949 januárjában a korlátozásokat teljesen megszüntették, és innentől kezdve bárki bármikor kitehette a Hinomarut engedély nélkül. Ennek eredményeképpen az 1950-es évek elejéig az iskolákat és a családokat is bátorították a zászló felhúzására.

### A megszállás végétől 1999-ig

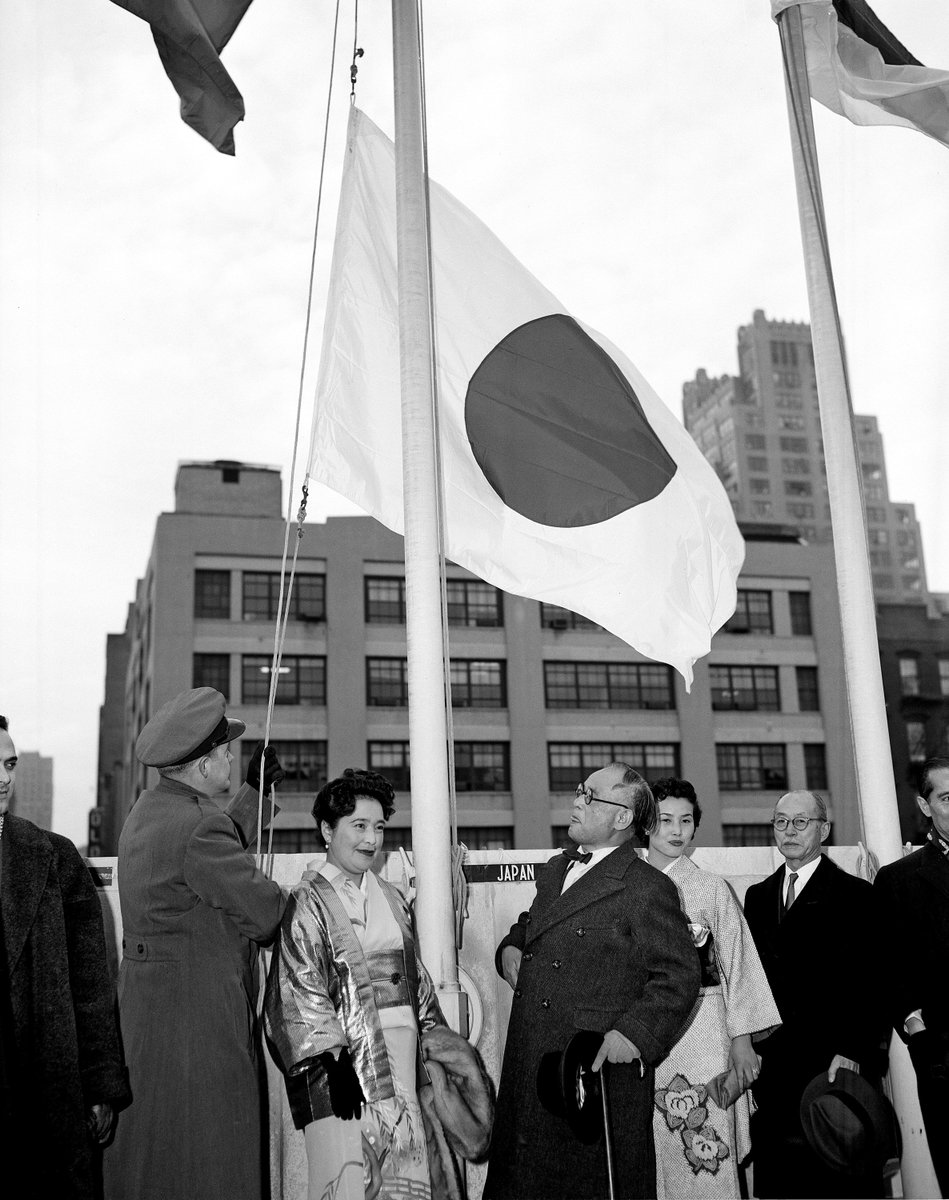
A Hinomaru felvonása az Egyesült Nemzetek Szervezetének székhelyén, New Yorkban, 1956-ban.

A második világháború óta a zászlót sok kritika érte az ország katonai múltjával való kapcsolata miatt. Hasonló ellenvetések érték a jelenlegi nemzeti himnuszukat, a Kimigajot is. Az emberek irántuk való érzései jól kifejezik az általános fordulatot a "Dai Nippon” (Nagy Japán) érzéstől a pacifista és antimilitarista Japán felé. Ennek az ideológiai változásnak köszönhetően közvetlenül a háború után ritkábban használták a zászlót, annak ellenére, hogy az SCAP feloldotta a korlátozásokat.
Mikor Japán diplomáciailag újra elkezdett megerősödni, a tengerentúlon a Hinomarut politikai eszközként is kezdték használni. Egy alkalommal, amikor Hirohitó császár és Kódzsun császárné Hollandiába látogattak, ahol a holland lakosok elégették a Hinomarut, azt követelve, hogy a császár vagy menjen vissza Japánba, vagy állítsák bíróság elé a második világháborús holland hadifoglyok haláláért.
Az 1964-es tokiói nyári olimpiai játékok újra felvetették a Hinomaru és a Kimigajo problémáját. Az olimpia kezdete előtt a zászlón lévő napkorong méretét megváltoztatták, mert nem gondolták elég feltűnőnek a többi zászló mellett. Fukiura Tadamasza színszakértő úgy döntött, hogy a napkorong mérete legyen a zászló hosszának kétharmada. Az 1964-es nyári és az 1998-as naganói téli olimpiai játékok alkalmával Fukiura választotta ki a zászló színeit.
1989-ben Hirohito császár halála újabb erkölcsi kérdéseket vetett fel a nemzeti zászlóval kapcsolatban. A konzervatívok úgy gondolták, hogy ha a zászlót használhatják a szertartásokon a régi sebek felszakítása nélkül, akkor lehet, hogy indítványozhatják a Hinomaru nemzeti zászlóvá válását anélkül, hogy megkérdőjeleznék a jelentését.
A hivatalos 6 napos gyászidőszak alatt a zászlók a hagyománynak megfelelően, a két gyász-stílus egyike szerint voltak felhúzva.

### 1999 után

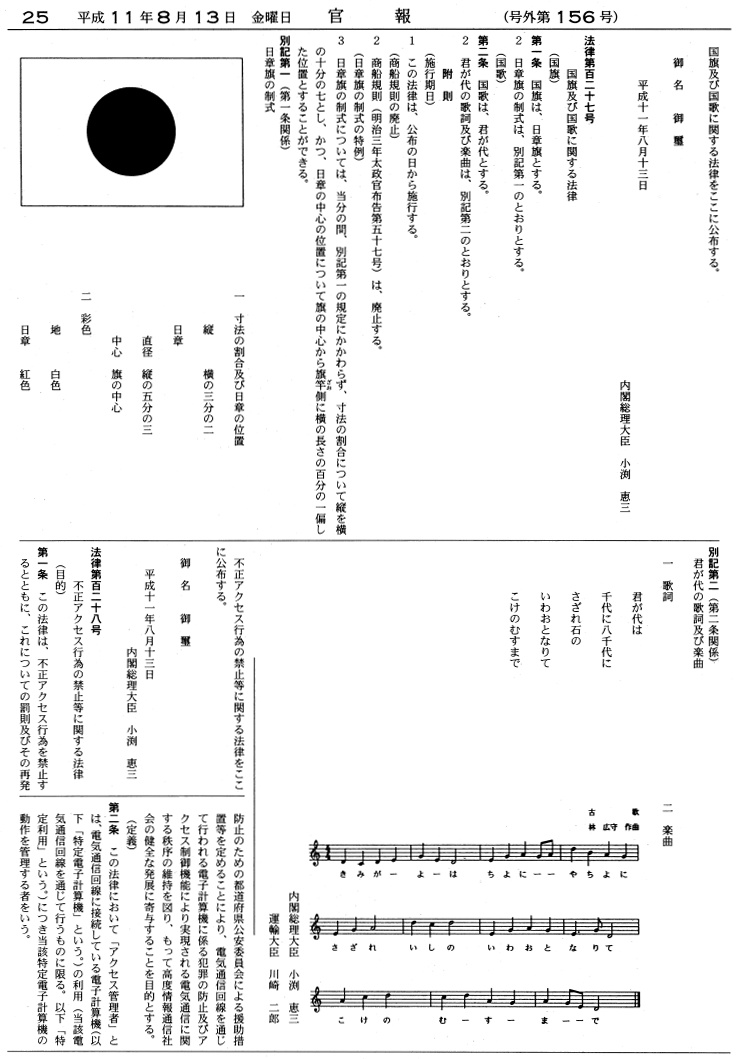
The Law Regarding the National Flag and National Anthem

1999-ben elfogadták a Law Regarding the National Flag and National Anthem-et, ezzel nemzeti jelképpé választva mind a Hinomarut, mind a Kimigajot. A törvény elfogadását egy ideig meggátolta a hirosimai Szerában található Szera Középiskola igazgatójának, Tosihiro Isikavának az öngyilkossága, aki nem tudta megoldani az iskolai tanács és a tanárok vitáját a Kimigayo és a Hinomaru használatának kérdéséről. Ez az egyik legvitatottam kérdés, amelyet az országgyűlés elfogadott az 1992-es Law Concerning Cooperation for United Nations Peacekeeping Operations and Other Operations óta, amelyet "International Peace Cooperation Law" -ként is ismernek.
Obucsi Keizó miniszterelnök, aki a Liberális Demokrata Párt (LDP) tagja, úgy döntött, hogy el kezd kidolgozni egy jogszabályt, hogy a Hinomaru és a Kimigajo 2000-re nemzeti szimbólumokká válhassanak. A kabinetfőtitkára, Nonaka Hiromu azt akarta, hogy ez a folyamat Akihitó császár trónra lépésének 10. évfordulójára befejeződjön.
Nem ez volt az első alkalom, hogy fontolóra vették egy törvény megalkotását a szimbólumok hivatalossá tételéről. 1974-ben, Okinava 1972-es visszacsatolásának és az 1973-as olajválságnak a hatására Tanaka Kakuei utalt egy törvény létrehozására a két jelképről. Amellett, hogy az iskolákat utasították rá, hogy tanítsák és játsszák a Kimigajot, Kakuei azt akarta, hogy a diákok minden reggel ünnepélyesen vonják fel a Hinomarut, és alakítsanak ki egy morális tantervet, ami a Meidzsi császár által 1890-ben kihirdetett Imperial Rescript on Education egyes elemein alapul. Kakuei azonban nem tudta elfogadtatni ezt a törvényt az országgyűléssel.
Az LDP és a Komeito (CGP) voltak az 1999-es törvényjavaslat fő támogatói, az ellenzéket pedig a Szociáldemokrata Párt (SDJP) és a Japán Kommunista Párt (JCP) alkotta, akik a két szimbólum háborús időszakokhoz való kötődése miatt ellenezte azt. A CJP továbbá ellenezte, hogy nem engedélyezték, hogy a lakosság döntsön a kérdésben. Eközben a Demokrata Párt (DPJ) nem tudott pártkonszenzust kialakítani az ügyben. A DPJ elnöke, és későbbi miniszterelnök Kan Naoto kijelentette, hogy a DPJ-nek támogatnia kell a törvényjavaslatot, mivel a párt már mindkét szimbólumot elismerte Japán nemzeti jelképeként. A főtitkár, és későbbi miniszterelnök Hatojama Jukio úgy gondolta, hogy a törvényjavaslat további megosztottsághoz fog vezetni a társadalom és az állami iskolák körében. Kan a törvényjavaslat mellett, míg Hatojama ellene szavazott.
A szavazás előtt felszólítások voltak arra, hogy válasszák ketté a törvényjavaslatot. Kato Norihito, a Vaszeda Tudományegyetem professzora kijelentette, hogy a Kimigajo egy különálló és összetettebb kérdés, mint a Hinomaru, a szétválasztásra azonban nem került sor. 1999. július 22-én a Képviselőház elfogadta a törvényjavaslatot 403:86 szavazati aránnyal. A javaslatot július 28-án továbbküldték a Tanácsosok Házának, akik augusztus 9-én szintén elfogadták azt. A törvény végül augusztus 13-án lépett hatályba.
Egy 2009. augusztus 8-án készült fotón, ami egy DPJ gyűlésen készült a Képviselőházi választásokra, látszódott egy plafonról lelógó transzparens, ami két Hinomaru zászlóból volt kivágva és összevarrva úgy, hogy a DPJ logóját formázza. Ez felháborította az LDP-t, és az akkori miniszterelnököt Aszó Tarót, szerintük ez megbocsáthatatlan. Válaszul a DPJ elnöke Hatojama Jukio azt nyilatkozta, hogy a transzparens nem a Hinomaru volt, tehát nem is kezelhető annak.

## Felhasználás és szokások

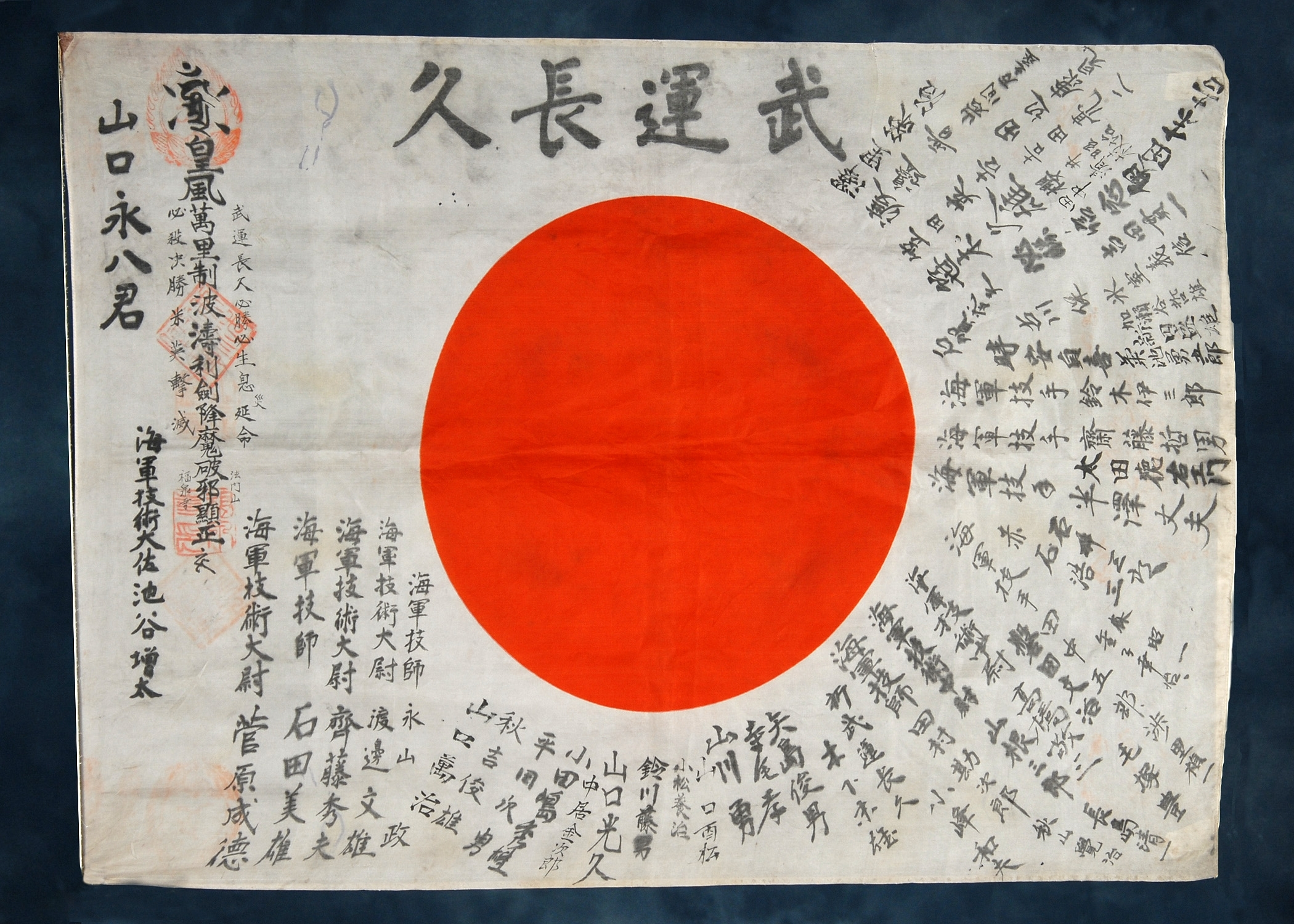
A Hinomaru Josegaki egy példája.

Amikor a Hinomarut bevezették, a kormány kötelezővé tette, hogy az állampolgárok a zászlóval köszöntsék a császárt. A zászló néhány lakosban ellenérzést váltott ki, ami tiltakozásokhoz vezetett. Kellett hozzá néhány év, hogy általános elfogadást nyerjen.
A második világháború alatt, népszerű szokás volt, hogy a szolgálatot teljesítő katonáknak egy a család és barátok által aláírt zászlót adjanak ajándékba. Ezeket a zászlókat Hinomaru Josegakinak (日の丸寄せ書き) is nevezték. Egyfajta szerencsehozó talizmánnak szánták őket, amivel azt kívánták, hogy a katona épségben hazatérjen. A hagyomány szerint az írásnak nem volt szabad hozzáérnie a napkoronghoz. Csaták után az elesett katonák zászlói gyakran az ellenfélhez kerültek. Annak ellenére, hogy a zászlók egyfajta szuvenírré váltak, egy idő után egyre többen próbálták visszajuttatni őket az elesett japán katonák családjaihoz.
Az aláírt Hinomarut még ma is használják szerencsehozó tárgyként, habár szűkebb körökben, mint korábban. Használják például sporteseményeken, hogy kifejezzék támogatásukat a Japán nemzeti csapatoknak. Hasonló még a hacsimakinak nevezett fejpánt, amit fehér anyagból készítenek, és a közepén a vörös napkorong látható. A második világháború alatt a "biztos győzelem" vagy a "hét élet" kifejezést írták a kamikaze pilóták által viselt hacsimakikra, ezzel fejezték ki, hogy készek meghalni az országukért.
A második világháború előtt minden családnak kötelező volt kitenne a Hinomarut nemzeti ünnepek alatt. A háború óta már főleg csak a különböző nemzeti vagy helyi közigazgatási épületekre szokás kitenni, magánházakon ritkán látható, azonban néhány ember és vállalat fel szokta vonni ünnepnapokon. Habár a kormány bátorítja az embereket, hogy kövesség ezt a szokást, törvény nem kötelezi őket erre. A császár 80. születésnapja óta, ami 2002. december 23-án volt, a Kjúsú Vasúthálózat 330 állomáson tette ki a Hinomarut.

## Fogadtatása

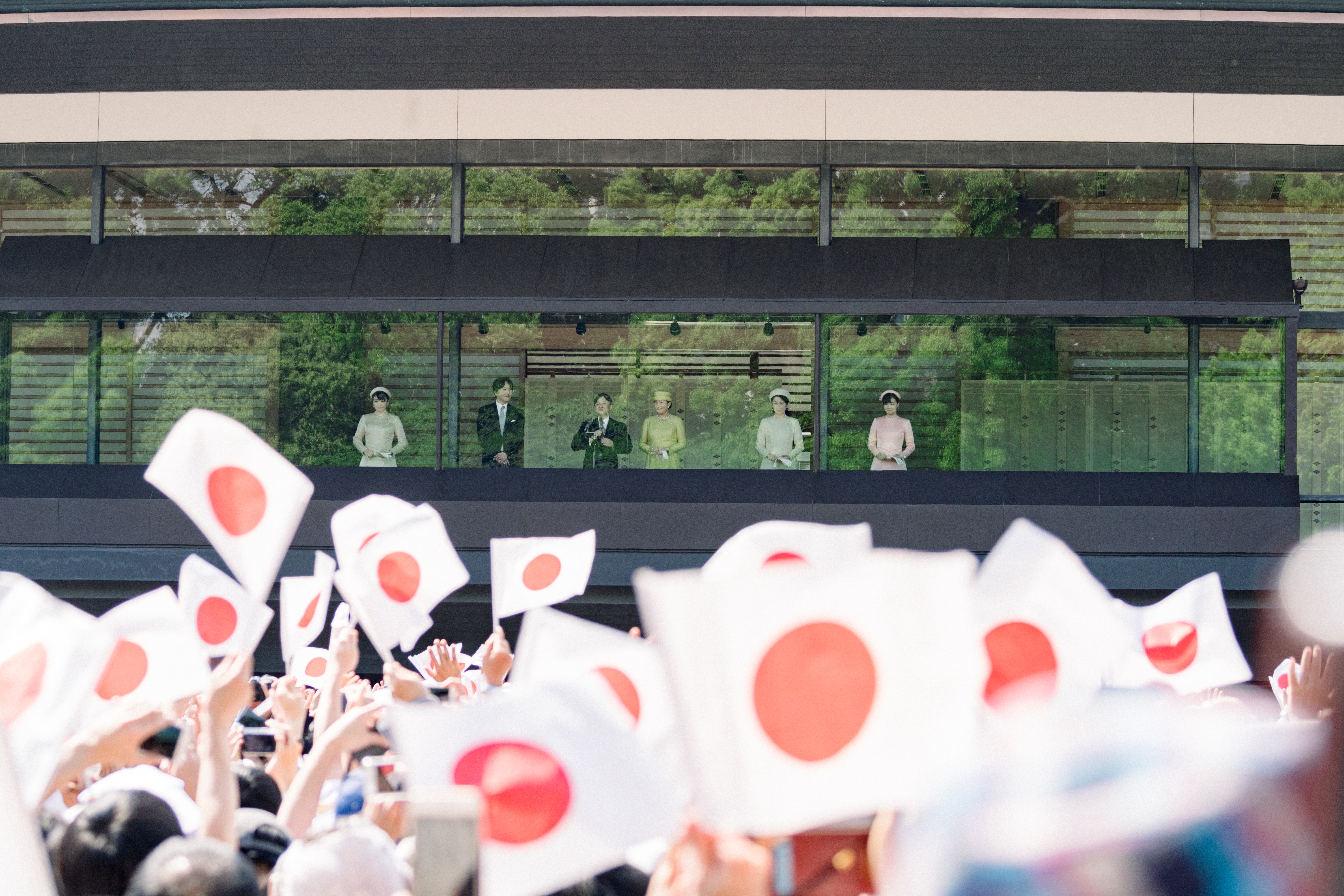
Zászlót lengető tömeg köszönti a császári családot Naruhito császár trónra lépése után a császári palotában, 2019. május 4-én.

A média által készített felmérések szerint a legtöbb japán már az 1999-es Law Regarding the National Flag and National Anthem elfogadása előtt is a Hinomarut tekintette Japán nemzeti zászlajának. Ennek ellenére továbbra is viták övezik a zászló iskolai rendezvényeken vagy médiában való felhasználását. Például liberális újságokban, mint az Aszahi Sinbun és a Mainicsi Sinbun, gyakran jelennek meg olyan cikkek, amikben kritikusan állnak a zászlóhoz, tükrözve ezzel olvasóik politikai nézeteit. Más lakosok számára a zászló azt az időszakot jelképezi, amikor a demokrácia még el volt nyomva a Japán Birodalomban.
A Hinomaru otthonokban és üzletekben való használata körül is viták folytak. A zászlónak az ujoku dantai (右翼団体, „jobboldali”) aktivistákkal és a huliganizmussal való asszociálása miatt sokan kerülik a használatát. Ezt megtehetik, hiszen nem kötelező nemzeti ünnepek alkalmával sem a zászló kitevése. Az Isikava prefektúrában lévő Kanazava városa 2012-ben azt tervezte, hogy állami pénzből zászlókat vesz, hogy ezzel ösztönözze a lakosságot azoknak a nemzeti ünnepeken való alkalmazására.
A Japán Kommunista Párt hangosan ellenzi a Hinomaru használatát.
A zászló a korábbi japán gyarmatokon és Japánon belül is kapott negatív kritikát, például Okinavában. Ennek egyik figyelemre méltó példája az eset, amikor 1987. október 26-án, egy okinavai szupermarket tulajdonosa elégetett egy Hinomarut a japán Nemzeti Sportfesztivál kezdete előtt. Sóichi Csibana, a zászló elégetője, ezt nem csak azért tette, hogy így tiltakozzon a japán hadsereg által elkövetett atrocitások, valamint az amerikai haderő folyamatos jelenléte ellen, hanem hogy megakadályozza a zászló nyilvános szereplését is. Emellett Okinavában több más incidens is volt, például iskolai ceremóniák közben, amikor a Kimigajo alatt próbálták felvonni a Hinomarut, a diákok leszakították az, és megtagadták a tiszteletét.Nahába, Okinava fővárosában a sziget Japánhoz való visszacsatolása óta először 2001-ben vonták fel a zászlót, a város 80. évfordulójának ünnepén.
A Japán Birodalom által korábban megszállt Kínai Népköztársaságban és Dél-Koreában is úgy gondolták, hogy a Hinomaru 1999-es hivatalos elfogadása azt jelenti, hogy Japán a jobb oldal és a remilitarizáció felé halad. Az 1999-es törvény elfogadása egybeesett a Jaszukini-szentély státuszával, az amerikai-japán katonai együttműködéssel és a rakétavédelmi program létrehozásával kapcsolatos vitákkal. Más országokban, amelyeket Japán megszállt, a törvényt vegyes reakciók fogadták, vagy teljesen elkendőzték azt. Szingapúrban az idősebb generáció még mindig negatív érzéseket táplál a Hinomaru felé, míg a fiatalabbak már nem éreznek így, főként mivel nagyrészük megismerte a Japán kultúra valamely formáját az animéken, játékokon és az Uniqlon (egy japán divatmárka) keresztül. A fülöp-szigeteki kormány nem gondolta úgy, hogy Japán vissza kívánna térni a militarizmusra, valamint úgy vélték, hogy az 1999-es törvény célja csupán az volt, hogy hivatalosan is létrehozzon két nemzeti szimbólumot (a zászlót és a himnuszt), és ehhez minden államnak joga van.
Japánban nincs törvény, amely büntetné a Hinomaru elégetését, de más nemzetek zászlaját tilos megsemmisíteni.

## Protokoll

A gyász zászló (弔旗 csó-ki) ábrája.

A protocoll szerint, a zászló napkeltétől napnyugtáig lehet felhúzva, üzleteknek és iskoláknak pedig nyitástól zárásig van engedélyezve. Ha a Hinomaru egy másik ország zászlajával együtt van felvonva, akkor a japán zászló kerül a fő helyre, a másik pedig a jobboldalára. Mind a kettőnek ugyanolyan magasan kell lennie, és méreteiknek is egyezniük kell. Ha több külföldi zászló is látható, a zászlókat az Egyesült Nemzetek Szervezete által meghatározott betűrendben kell elhelyezni.
Mikor egy zászlót már nem tudnak tovább használni, szokás szerint nyilvánosan elégetik. A Law Regarding the National Flag and National Anthem nem szabja meg pontosan, miképp lehet a nemzeti zászlót használni, az egyes prefektúrák azonban saját szabályokat hoznak a Hinomaru és más prefekturális zászlók használatáról.

### Gyász
A Hinomarunak legalább két gyász formája van. Az egyik, amikor nem húzzák fel teljesen a zászlót, csak a pózna feléig, ezt han-kinek (半旗) nevezik . Ezt a szokás sok más országban is elterjedt. A külügyminisztérium hivatalai is ezt a gyakorlatot követik más országok államfőinek temetésekor.
A másik változat alkalmazásakor pedig a zászlórúd tetején lévő csúcsdíszt egy fekete szövettel vonják be, és a zászló fölé egy fekete szalagot kötnek, amit gyász zászlónak (弔旗 csó-ki) is neveznek. Ez a forma Meidzsi császár 1912. július 30-ai halála óta használatos. A kormány kiadott egy rendeletet, amelyben előírja, hogy a császár halálakor a nemzeti zászlót valamelyik gyász-stílusban kell felvonni.

### Állami iskolák

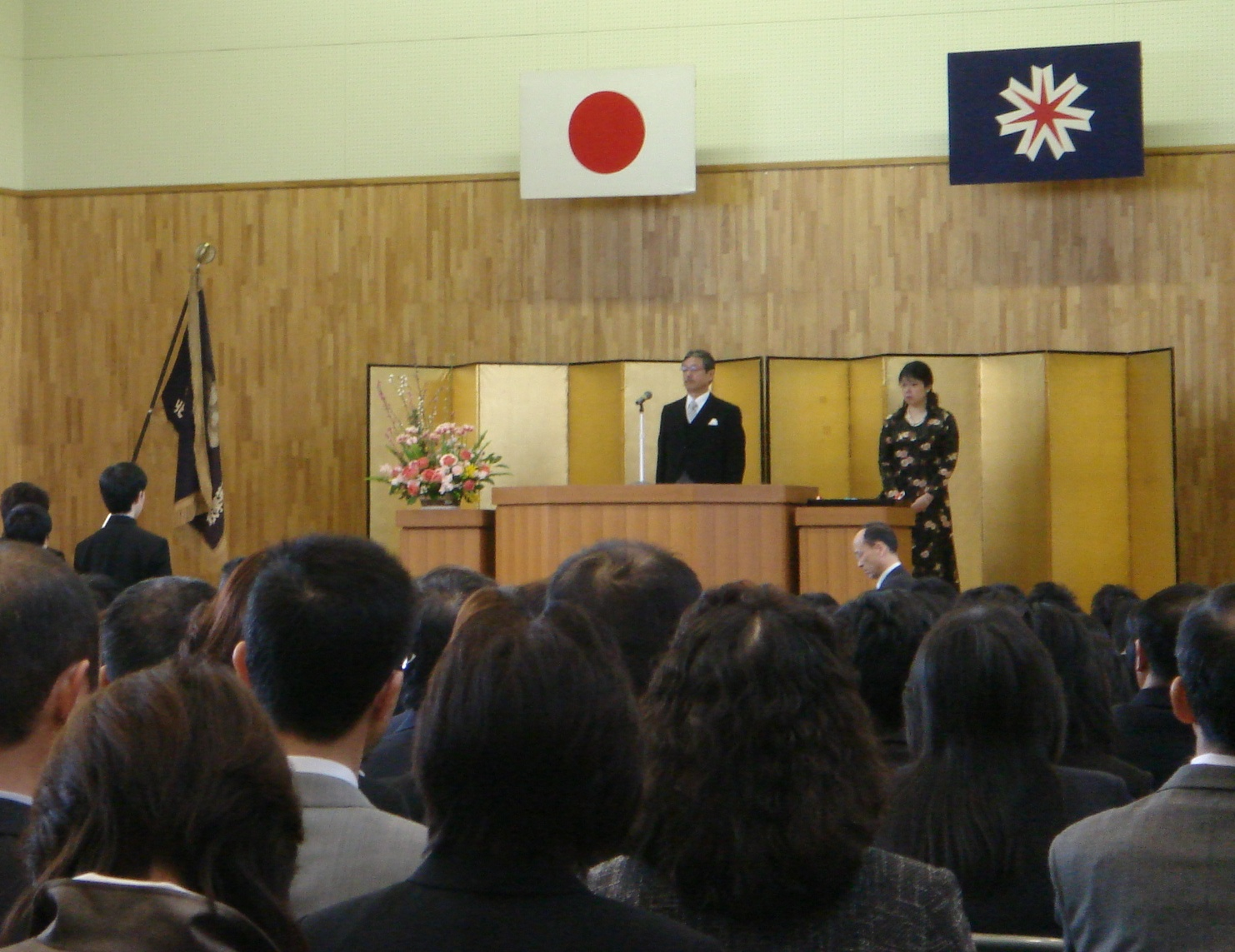
Ballagási ceremónia Hokkaidó prefektúrában, ahol mind a Hinomaru, mind a prefektúra saját zászlaja látható. A beszélő jobb oldalán,egy zászlórúdon az iskola saját zászlaja is megtalálható.

A második világháború után az Oktatási Minisztérium több nyilatkozatot és előírást is megjelentetett, amelyekkel elő kívánta segíteni a Kimigajo és a Hinomaru alkalmazását a joghatóságuk alá tartozó iskolákban. Az első ilyen nyilatkozat 1950-ben jelent meg, amely kijelentette, hogy mind a két jelkép használata kívánatos, de nem kötelező. Ezt a kívánságot később kibővítették mind két nemzeti szimbólum használatára a különböző iskolai és nemzeti ünnepek alkalmakor. Az oktatási irányelvek 1989-es reformjában a Liberális Demokrata Párt által ellenőrzött kormány először követelte, hogy a zászlót használják az iskolai ceremóniák alatt, valamint a megfelelő tiszteletet megadását mind a Hinomarunak, mind a Kimigajonak. A reformokban az ezt nem teljesítő iskolai tisztviselők büntetését is elrendelték.
Az Oktatási Minisztérium által kiadott 1999-es tantervi útmutató a Law Regarding the National Flag and National Anthem elfogadása után azt írja elő, hogy az évnyitón és a ballagási ceremóniákon fel kell húzni a japán zászlót és a diákoknak el kell énekelniük a himnuszt.
Továbbá a minisztérium az útmutatóhoz való megjegyzéseiben azt mondja az általános iskolákra vonatkozóan, hogy a nemzetközivé válás előrehaladtával amellett, hogy hazafiasságra és a japán nemzethez való tudatos tartozásra nevel, az iskolának fontos feladata, hogy a nemzeti zászló és himnusz iránti tiszteletre is neveljen, hogy ennek segítségével tiszteletben tartott Japán állampolgárokká váljanak a fokozatosan nemzetközivé váló társadalomban. A minisztérium emellett még kijelentette azt is, hogy ha a japán diákok nem tudják tisztelni a saját jelképeiket, akkor nem lesznek képesek a többi nemzet jelképeinek tiszteletére sem.
Az iskolák mind a himnuszt, mind a nemzeti zászlót illetően a viták középpontjában álltak. A Tokió Oktatási Tanács mind a kettő használatát megköveteli a joghatósága alá tartozó eseményeken. Emellett megköveteli a tanároktól, hogy tiszteletben tartsák őket, különben elveszíthetik munkájukat. Egyesek tiltakoztak, arra hivatkozva, hogy ez sérti a japán alkotmányt, azonban a Tanács azzal érvelt, hogy az iskolák kormányzati szervezetek, ezért az alkalmazottainak kötelessége, hogy arra tanítsa a diákokat, miképp legyenek jó Japán állampolgárok.
Tiltakozásuk jeléül néhány iskola megtagadta a Hinomaru felvonását, más esetekben pedig előfordult, hogy a szülők letépték a zászlót. Tanárok sikertelenül büntetőeljárást indítottak Isihara Sintaró tokiói kormányzó és magas rangú tisztviselők ellen, amiért megparancsolta nekik, hogy tiszteljék a Hinomarut és a Kimigajót. Később a Japán Tanárok Egyesülete elfogadta mind a zászló, mind a himnusz használatát, azonban kisebb egyesületek még mindig ellenzik mindkét jelképet, és azok használatát az iskolarendszeren belül.

## Kapcsolódó zászlók

### Katonai zászlók
A Japán Önvédelmi Haderő (JSDF) és a Japán Szárazföldi Véderő (JGSDF) szintén egy, a felkelő napot ábrázoló zászlót használ, belőle kitörő 8 vörös sugárral, amely részben arany szegéllyel van körbevéve. Ez a Hacsidzsó-Kjokudzsicuki (八条旭日旗) elnevezést viseli.
A napkorong minta egyik jól ismert változata, a Nap belőle kitörő 16 fénysugárral, amelyet az évek során a japán katonaság, azon belül is főként a Japán Birodalmi Hadsereg és a Japán Birodalmi Haditengerészet is használt. A zászlót, ami a Dzsjúrokudzsó-Kjokidzsicu-ki (十六条旭日旗) nevet viseli, először harci zászlóként használták 1870. május 15-től egészen a második világháború végéig. 1954 június 30-án a zászlót újra elfogadták, ez alkalommal a Japán Szárazföldi Véderő (JGSDF) és a Japán Tengerészeti Véderő (JMSDF) zászlajaként. Kínában és Koreában ez a zászló még mindig negatív mellékjelentést hordoz magában.

Az 1952-ben önállóvá vált Japán Légi Véderő (JASDF) emblémája egy sima napkorong. Ez az egyetlen olyan ág, amely jelvénye nem idéz fel negatív emlékeket a birodalmi időkből. Azonban mégis van egy zászlaja, amit a bázisaikon, és a különböző parádékon használnak. Alapításuk óta 3 zászlajuk is volt, a jelenlegi 1972-től van használatban. A zászlón a légierő szimbóluma szerepel, kék háttéren.

A Japán Birodalmi Hadsereg zászlaja.
A Japán Szárazföldi Véderő zászlaja.
A Japán Tengerészeti Véderő zászlaja.
A Japán Légi Véderő zászlaja.

### Császári zászlók

A japán császár zászlaja.

1870-től kezdve hoztak létre zászlókat a japán császár, császárné, és a császári család más tagjai számára. Eleinte a császár zászlaja erősen díszített volt: egy nap pihent egy művészi minta közepén. Külön zászlót használt amikor a szárazföldön vagy a tengeren tartózkodott, vagy amikor éppen kocsiban utazott valahová. Magának a császári családnak is megvoltak az ezekben az esetekben használatos zászlói. A kocsis zászlók egy egyszínű, 16 szirmú krizantémot ábrázoltak egy szintén egyszínű háttér közepén. Ezeket 1889-ig használták, amikor a császár úgy döntött, hogy egy vörös háttéren lévő krizantémot fog a zászlójaként használni. Az arányok és a színárnyalatok kisebb változtatásaitól eltekintve, a császári család a mai napig ezt használja.
A jelenlegi császári zászló 2:3 arányú, ami vörös háttéren egy 16 szirmú, aranyszínű krizantémot ábrázol. A császárné zászlaja ettől csak abban különbözik, hogy fecskefark alakú. A koronaherceg és a koronahercegnő hasonló zászlókat használ, azonban az övékén egy kisebb krizantém szerepel, amely fehér kerettel van körülvéve. A krizantémot a 12. században élt Go-Toba császár uralkodása óta társították a császári családhoz, 1868-tól pedig kizárólag a császári család jelképeként használják.

### Szubnacionális zászlók

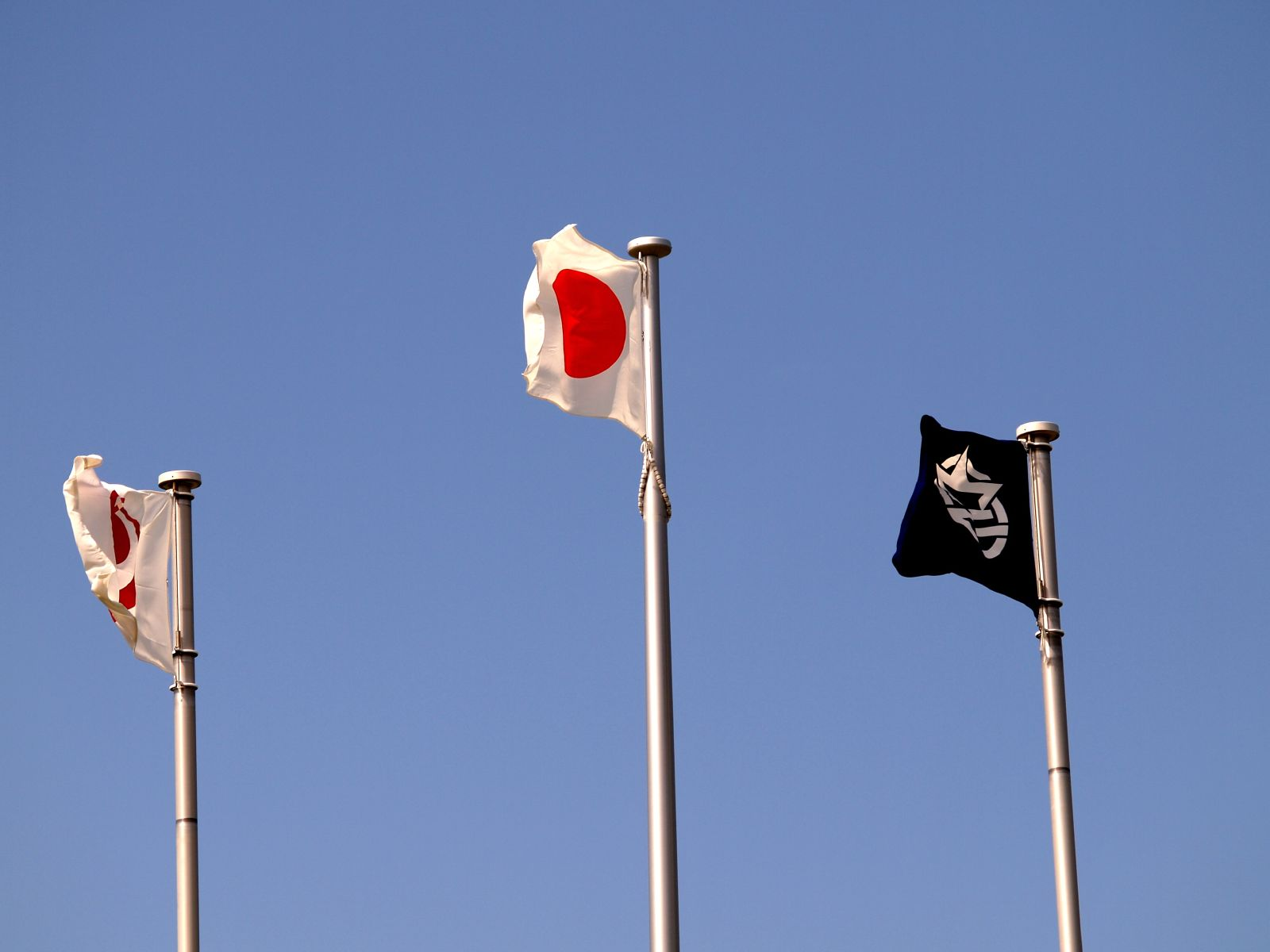
A Hinomaru Okinava prefektúra és Uraszoe város zászlajával együtt.

Japán mind a 47 prefektúrájának saját zászlaja van, amik a nemzeti zászlóhoz hasonlóan egy monnak nevezett szimbólumból, valamint egy egyszínű háttérből állnak. Ez alól kivétel Ehime prefektúra, melynek háttere kétszínű. Számos prefektúra, mint például Hirosima zászlajának tulajdonságai egyeznek a Hinomarujéival (2:3 arány, a szimbólum a zászló közepén, aminek a mérete a zászló hosszának 3/5-e). Néhány mon a prefektúra japán írásjelekkel írt nevét, míg mások a területek egy-egy sajátosságát ábrázolják. Jó példa Nagano prefektúra zászlaja, amin egy narancssárga ナ (na) katakana írásjegy szerepel egy fehér lemez közepén. A mon egyik értelmezése az, hogy a na írásjegy egy hegyet, a fehér lemez pedig egy tavat jelképeznek. A narancssárga szín a Napot, míg a fehér a területre jellemző havat ábrázolják.
Önkormányzatok szintén hozhatnak létre saját zászlókat. Ezek hasonlóan épülnek fel, mint a prefektúrákéi: általában egy egyszínű alapon lévő mont ábrázolnak. Ilyen például a Kumamoto prefektúrában található Amakusza zászlaja, amin a város jelképe, egy hullámokkal körbevett ア (a) katakana írásjegy látható. A szimbólum a 2:3 arányú, fehér zászló közepén van elhelyezve. Mind a város jelképe, mind a zászló 2006-óta áll használatban.

### További zászlók, amelyekre hatással volt

A Japán Posta korábbi zászlaja (1872–1887).

A hadsereg által használtakon kívül a nemzeti zászló számos másikhoz is ihletül szolgált. A korábbi Japán Posta zászlaja nagyon hasonló volt a Hinomaruhoz, azzal a különbséggel, hogy egy vörös, függőleges sáv is átfutott a zászló közepén, valamint egy vékony fehér gyűrű vette körül a vörös napkorongot. Ezt később felváltotta egy zászló, amelyen a posta vörös 〒(egy stilizált katakana テ (te) írásjegy) jelképe szerepel egy fehér háttéren.
Két nemrégiben tervezett nemzeti zászló is hasonlít a japánra. 1971-ben Banglades függetlenné vált Pakisztántól, innentől kezdve rendelkezik saját nemzeti zászlóval, amely egy zöld háttéren nem egészen középen lévő vörös lemezt ábrázolt, közepén az ország arany színű térképével. A jelenlegi zászlón, amely 1972-től érvényes, a térkép már nem szerepel, ezt kivéve azonban változatlan maradt. A bangladesi kormány a lemezt hivatalosan körnek nevezi, a vörös szín pedig az ország megteremtéséért kiontott vért ábrázolja.
1914-től 1944-ig Palau japán fennhatóság alatt állt, azonban a Palaui Köztársaság nem ismeri el a japán zászló hatását a sajátjukra. A Palaui Köztársaság zászlaja egy nem egészen középen lévő, a Holdat jelképező aranysárga lemezt ábrázol, égszínkék háttéren. A Hold a békét, és a fiatal nemzetet, míg a kék háttér Palau nehezen kivívott függetlenségét szimbolizálja.
A Japán Tengerészeti Véderő zászlaja is hatást gyakorolt más zászlókra, mint például az Aszahi Sinbunéra. A fehér alapú zászló bal alsó sarkában a vörös napkorong egy negyede látható, benne a fehér 朝 írásjeggyel , ami mellett még látható 7, a Napból kitörő vörös sugár. A zászló gyakran látható a Nemzeti Középiskolai Kosárlabda Bajnokságon, amelynek az Aszahi Sinbun az egyik fő szponzora.

## Fordítás
- Ez a szócikk részben vagy egészben  a   Flag of Japan című angol Wikipédia-szócikk fordításán alapul.  Az eredeti cikk szerkesztőit annak laptörténete sorolja fel. Ez a jelzés csupán a megfogalmazás eredetét és a szerzői jogokat jelzi, nem szolgál a cikkben szereplő információk forrásmegjelöléseként.

## Bibliográfia
- Ashkenazi, Michael. Handbook of Japanese Mythology. ABC-CLIO; 2003. ISBN 1-57607-467-6 (angol nyelven)
- Aspinall, Robert W. Teachers' Unions and the Politics of Education in Japan. State University of New York Press; 2001. ISBN 0-7914-5050-3. (angol nyelven)
- Befu, Harumi. Symbols of nationalism and Nihonjinron. In: Goodman, Roger and Kirsten Refsing. Ideology and Practice in Modern Japan. Routledge; 1992. ISBN 0-415-06102-4. (angol nyelven)
- Befu, Harumi. Hegemony of Homogeneity: An Anthropological Analysis of Nihonjinron. Trans Pacific Press; 2001. ISBN 978-1-876843-05-2.(angol nyelven)
- Borneman, John. Death of the Father: An Anthropology of the End in Political Authority. Berghahn Books; 2003–11. ISBN 1-57181-111-7.(angol nyelven)
- Carpenter, Ronald H. Rhetoric In Martial Deliberations And Decision Making: Cases And Consequences. University of South Carolina Press; 2004. ISBN 978-1-57003-555-5. (angol nyelven)
- Carr, Harold Gresham; Frederick Edward Hulme. Flags of the world. London; New York: Warne; 1956. (angol nyelven)
- Cutler, Thomas. The Battle of Leyte Gulf: 23–26 October 1944. Naval Institute Press; 2001. ISBN 1-55750-243-9. (angol nyelven)
- Cwiertka, Katarzyna Joanna. Modern Japanese Cuisine: Food, Power and National Identity. Reaktion Books; 2007. ISBN 1-86189-298-5.(angol nyelven)
- Dyer, Henry. Japan in World Politics: A Study in International Dynamics. Blackie & Son Limited; 1909. (angol nyelven)
- Edgington, David William. Japan at the Millennium: Joining Past and Future. UCB Press; 2003. ISBN 0-7748-0899-3.(angol nyelven)
- Ebrey, Patricia Buckley; Anne Walthall; James Palais. East Asia: A Cultural, Social, and Political History. Houghton Mifflin Harcourt Publishing; 2004. ISBN 0-547-00534-2. (angol nyelven)
- Feiler, Bruce. Learning to Bow: Inside the Heart of Japan. Harper Perennial; 2004. ISBN 0-06-057720-7.(angol nyelven)
- Feldman, David. Do Elephants Jump?. HarperCollins; 2004. ISBN 0-06-053913-5.(angol nyelven)
- Fujitani, Takashi. Splendid Monarchy: Power and Pageantry in Modern Japan. University of California Press; 1996. ISBN 978-0-520-21371-5.(angol nyelven)
- Goodman, Roger; Ian Neary. Case Studies on Human Rights in Japan. Routledge; 1996. ISBN 978-1-873410-35-6. (angol nyelven)
- Gordon, William. Flags of the World, Past and Present. Frederick Warne & Co.; 1915.(angol nyelven)
- Hall, James. Illustrated Dictionary of Symbols in Eastern and Western Art. Westview Press; 1996. ISBN 0-06-430982-7.(angol nyelven)
- Heenan, Patrick. The Japan Handbook. Routledge; 1998. ISBN 1-57958-055-6.(angol nyelven)
- Inoguchi, Takashi; Purnendra Jain. Japanese Foreign Policy Today. Palgrave Macmillan Ltd; 2000. ISBN 0-312-22707-8.(angol nyelven)
- Itoh, Mayumi. The Hatoyama Dynasty: Japanese Political Leadership Through the Generations. Palgrave Macmillan; 2003. ISBN 1-4039-6331-2.(angol nyelven)
- Kataoka, Tetsuya. Creating Single-Party Democracy: Japan's Postwar Political System. Hoover Institution Press; 1991. ISBN 0-8179-9111-5.(angol nyelven)
- Khan, Yoshimitsu. Japanese Moral Education: Past and Present. Fairleigh Dickinson University Press; 1998. ISBN 0-8386-3693-4.(angol nyelven)
- Large, Stephen. Emperor Hirohito and Showa Japan: A Political Biography. Routledge; 1992. ISBN 0-415-03203-2. (angol nyelven)
- Lauterpacht, Elihu. In: C. J. Greenwood and A. G. Oppenheimer. International Law Reports. Cambridge University Press; 2002. ISBN 978-0-521-80775-3. (angol nyelven)
- Mangan, J.A.; Finn, Gerry; Giulianotti, Richard and Majumdar, Boria. Football Culture Local Conflicts, Global Visions. Routledge; 2000. ISBN 978-0-7146-5041-8. (angol nyelven)
- Matoba, Seinosuke. 陸軍と海軍 [Army and Navy]. 1901. (japán nyelven).
- Meyer, Milton. Japan: A Concise History. Rowman & Littlefield Publishing Group; 2009. ISBN 0-7425-4117-7. (angol nyelven)
- Newell, William. Japan in Asia: 1942–1945. Singapore University Press; 1982. ISBN 9971-69-014-4. (angol nyelven)
- Nornes, Abe Mark. Japanese Documentary Film The Meiji Era through Hiroshima. University of Minnesota Press; 2003. ISBN 0-8166-4046-7. (angol nyelven)
- Ohnuki-Tierney, Emiko. Kamikaze, Cherry Blossoms, and Nationalisms. University of Chicago Press; 2002. ISBN 978-0-226-62091-6. (angol nyelven)
- Partner, Simon. Toshié A Story of Village Life in Twentieth-Century Japan. University of California Press; 2004. ISBN 978-0-520-24097-1. (angol nyelven)
- Röhl, Wilhelm. History of law in Japan since 1868, Part 5, Volume 12. Brill; 2005. ISBN 978-90-04-13164-4. (angol nyelven)
- Saito, Shinya. 社旗&dq=朝日新聞　社旗&lr=&client=firefox-a&cd=36&redir_esc=y 記者四十年 [Fourteen Years As A Reporter]. Asahi Shimbun Publishing; 1987. ISBN 978-4-02-260421-7.(japán nyelven).
- Smith, Whitney. Flags Through the Ages and Across the World. McGraw-Hill; 1975. ISBN 0-07-059093-1. (angol nyelven)
- Smith, Whitney. Flag Lore Of All Nations. Millbrook Press; 2001. ISBN 0-7613-1753-8. (angol nyelven)
- Takahashi, Yuuichi. 海軍問答 [Navy Dialogue]. 1903. (japán nyelven).
- Takenaka, Yoshiharu. 知っておきたい国旗・旗の基礎知識 [Flag basics you should know]. Gifu Shimbun; 2003. ISBN 4-87797-054-1. (japán nyelven).
- Taylor, Jean Gelman. Indonesia: Peoples and Histories. Yale University Press; 2004. ISBN 0-300-10518-5. (angol nyelven)
- Tazagi, Shirou. 梶山静六: 死に顔に笑みをたたえて [Seiroku Kajiyama: Praising the smile in the dying face]. Kodansha; 2004. ISBN 4-06-212592-7. (japán nyelven)
- Tipton, Elise. Modern Japan A Social and Political History. Routledge; 2002. ISBN 978-0-415-18538-7. (angol nyelven)
- Trevor, Malcolm. Japan – Restless Competitor The Pursuit of Economic Nationalism. Routledge; 2001. ISBN 978-1-903350-02-7. (angol nyelven)
- Turnbull, Stephen; Howard Gerrard. Ashigaru 1467–1649. Osprey Publishing; 2001. ISBN 1-84176-149-4. (angol nyelven)
- Yamazumi, Masami. 日の丸・君が代問題とは何か. Otsuki Shoten; 1988. ISBN 4-272-41032-6. (japán nyelven).
- Government of Japan. 明治3年太政官布告第57号 [Prime Minister's Proclamation No. 57]; 1870-02-27 (japán nyelven).
- National Diet Library. 明治3年太政官布告第651号 [Prime Minister's Proclamation No. 651] [PDF]; 1870-10-03 (japán nyelven).
- Government of Japan. 大正元年閣令第一号　（大喪中ノ国旗掲揚方） [Regulation 1 from 1912 (Raising Mourning Flag For the Emperor)]; 1912-07-30 (japán nyelven).
- Government of Japan. 自衛隊法施行令 [Self-Defense Forces Law Enforcement Order]; 1954-06-30 (japán nyelven).
- Ministry of Defense. 〇海上自衛隊の使用する航空機の分類等及び塗粧標準等に 関する達 [Standard Sizes, Markings and Paint Used On Aircraft] [PDF]; 1962-12-24 (japán nyelven).
- Government of Hiroshima Prefecture. 広島県県章および県旗の制定 [Law About the Flag and Emblem of Hiroshima Prefecture]; 1968-07-16 [archived 2011-07-19; (japán nyelven).
- Government of Japan. 国旗及び国歌に関する法律 (法律第百二十七号) [Law Regarding the National Flag and National Anthem, Act No. 127]; 1999-08-13 (japán nyelven).
- Police of the Hokkaido Prefecture. 国旗及び国歌の取扱いについて [Law Regarding Use of the National Flag and Anthem]; 1999-11-18 (japán nyelven).
- Police of Kanagawa Prefecture. 国旗及び県旗の取扱いについて [Law Regarding the Use of the National and Prefectural Flag] [PDF] Archiválva 2011. október 4-i dátummal a Wayback Machine-ben; 2003-03-29 (japán nyelven).
- Government of Amakusa City. 天草市章 [Emblem of Amakusa]; 2003-03-27 (japán nyelven).
- Government of Amakusa City. 天草市旗 [Flag of Amakusa]; 2003-03-27 (japán nyelven).
- Ministry of Defense. 自衛隊の旗に関する訓令 [Flag Rules of the JASDF] [PDF]; 2008-03-25 (japán nyelven).
- Ministry of Defense. 海上自衛隊旗章規則 [JMSDF Flag and Emblem Rules] [PDF]; 2008-03-25 (japán nyelven).